# Vida Ačienė
Vida Ačienė (* 11. August 1963 in Graužai bei Nemakščiai, Rajongemeinde Raseiniai)  ist eine litauische Politikerin und Beamtin. Von 2016 bis 2020 war sie Mitglied des Seimas.

## Leben
Sie absolvierte die achtjährige Schule Pašešuvys und 1981 machte ihr Abitur an der Mittelschule Viduklė. Danach arbeitete sie ein Jahr. Von 1982 bis 1987 absolvierte sie das Diplomstudium an der Lietuvos žemės ūkio akademija bei Kaunas und wurde Ökonomin und Organisatorin.
Ab 1987 arbeitete sie als Ökonomin im Sowchos in Nemakščiai und danach bei der Bank AB „Ūkio bankas“ in Raseiniai sowie ab Mai 2000 als Leiterin der Kundenbedienung-Abteilung bei AB „Vilniaus bankas“. Ab 2004 lebte ihre Familie in der litauischen Hauptstadt Vilnius. Ačienė arbeitete bei der Bank AB „Hansabank“ als Verkaufsmanagerin und ab 2005 bei Nacionalinė mokėjimo agentūra im Landwirtschaftsministerium. Dort stieg sie von der obersten Spezialistin der Projektbewertung bis zur stellvertretenden Direktorin der Abteilung für  Dorfentwicklung und Fischerei auf. Seit Dezember 2020 ist sie Gehilfin des Seimas-Mitglieds Eugenijus Jovaiša.

## Familie
Ihr Mann ist der Politiker Remigijus Ačas (* 1962). Sie haben den Sohn Irmantas und die Tochter Eglė (Ehefrau des Basketballspielers Jonas Valančiūnas).